# Genista spachiana
Genista stenopetala là một loài thực vật có hoa trong họ Đậu. Loài này được Webb miêu tả khoa học đầu tiên.

## Hình ảnh

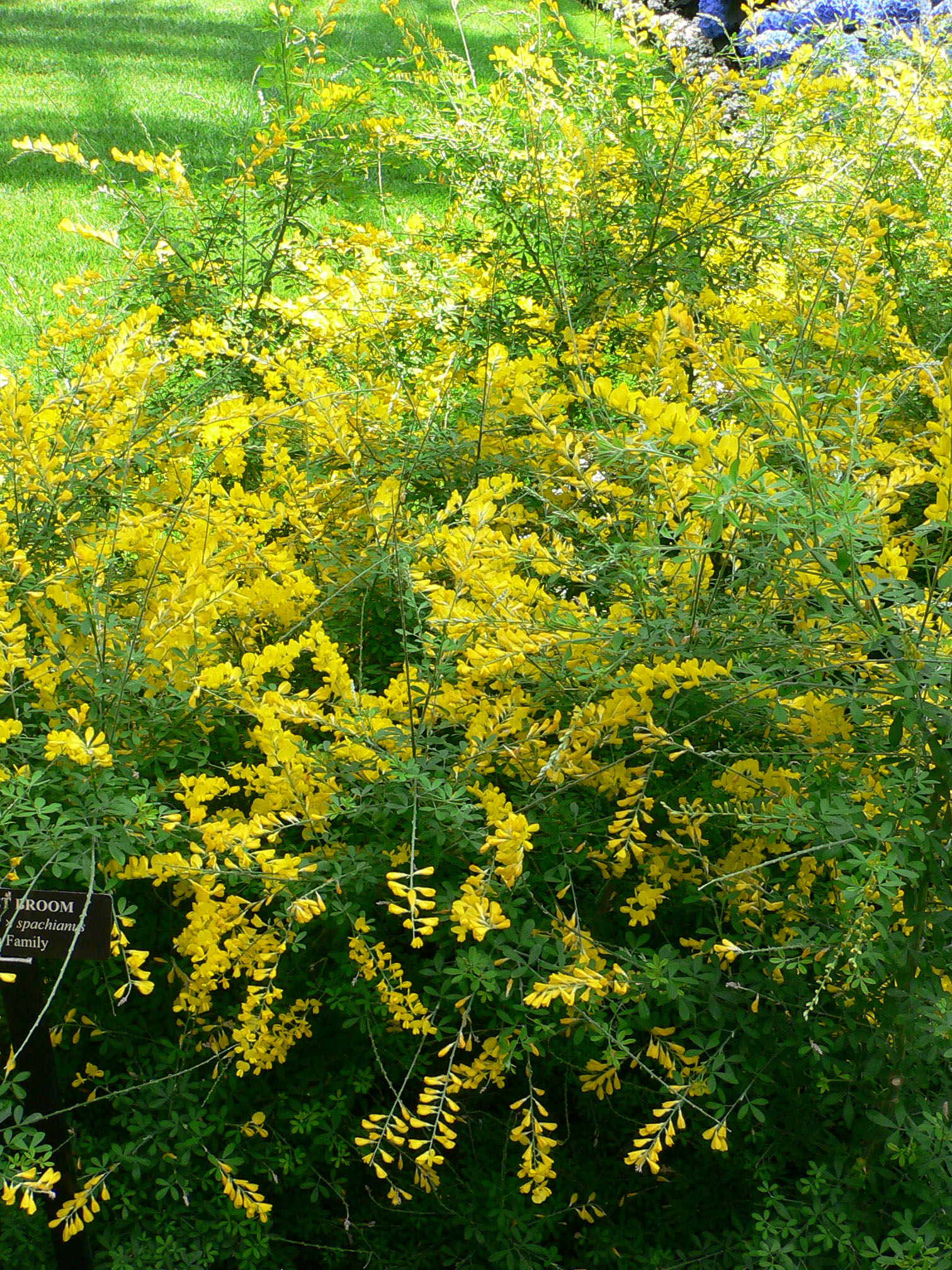